# Vallée d'Orlu
La vallée d'Orlu est une vallée des Pyrénées françaises située dans le département de l'Ariège en région Occitanie. Le centre de la vallée correspond à la rivière Oriège qui prend sa source dans le massif du Carlit, puis traverse les communes d'Orlu et d'Orgeix, avant de se jeter dans la rivière Ariège au niveau de la commune d'Ax-les-Thermes, ce qui marque la fin de la vallée.

## Géographie

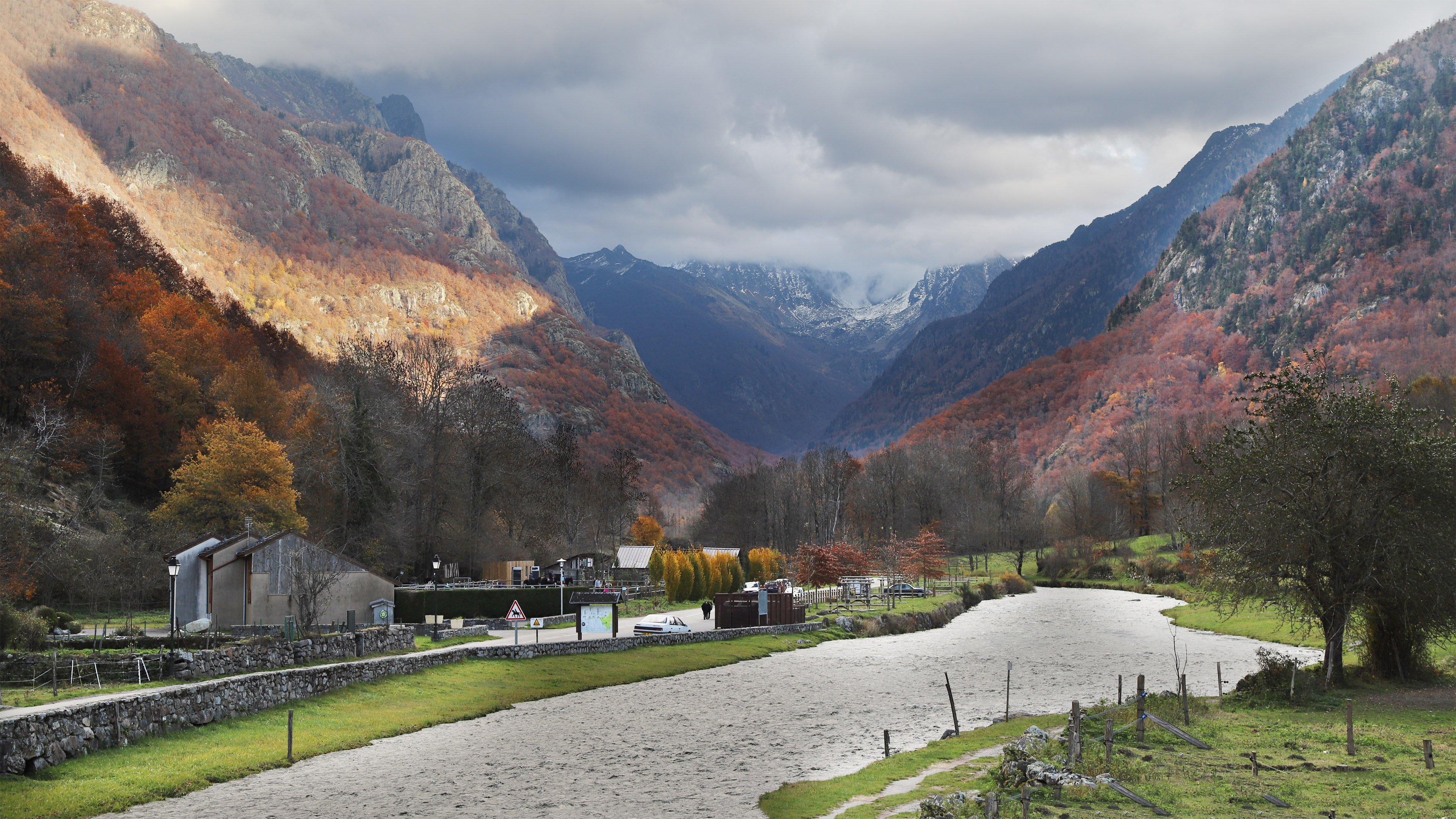
L'Oriège à Orgeix.

### Lacs[2]
- Lac de Campauleil
- Lac d'Aygue Longue
- Étang de Naguilles
- Étang Déroun
- Étang Tort
- Étangs de la Coume d'Agnel bas
- Étangs de la Coume d'Agnel haut
- Étang des Peyrisses Bas
- Laquet Peyrisses
- Étang des Peyrisses Haut
- Étangs d'en Beys
- Gourg Gaudet
- Étang de la Couillade
- Lacquet du Ruisseau de l'étang Faury
- Étang de la Grave Bas
- Étang de la Grave Haut
- Étang Faury
- Étangs de la Porteille d'Orlu
- Étang des Llauses
- Llerbes
- Étang de Baxouillade

### Cols
- Portella d'Orlu (2 403 m)
- Col de la Grava (2 478 m)
- Col de Terrers (2 407 m)

## Faune et flore
Les animaux et la flore emblématiques des Pyrénées sont présents dans la vallée, sauf l'ours, rendus « visibles » notamment par l'Observatoire de la montagne. Si le loup est en progression dans cette partie des Pyrénées et constaté dans le massif du Carlit, la maison des Loups est un parc de vision ouvert au public sur la commune d'Orlu.

## Activités humaines

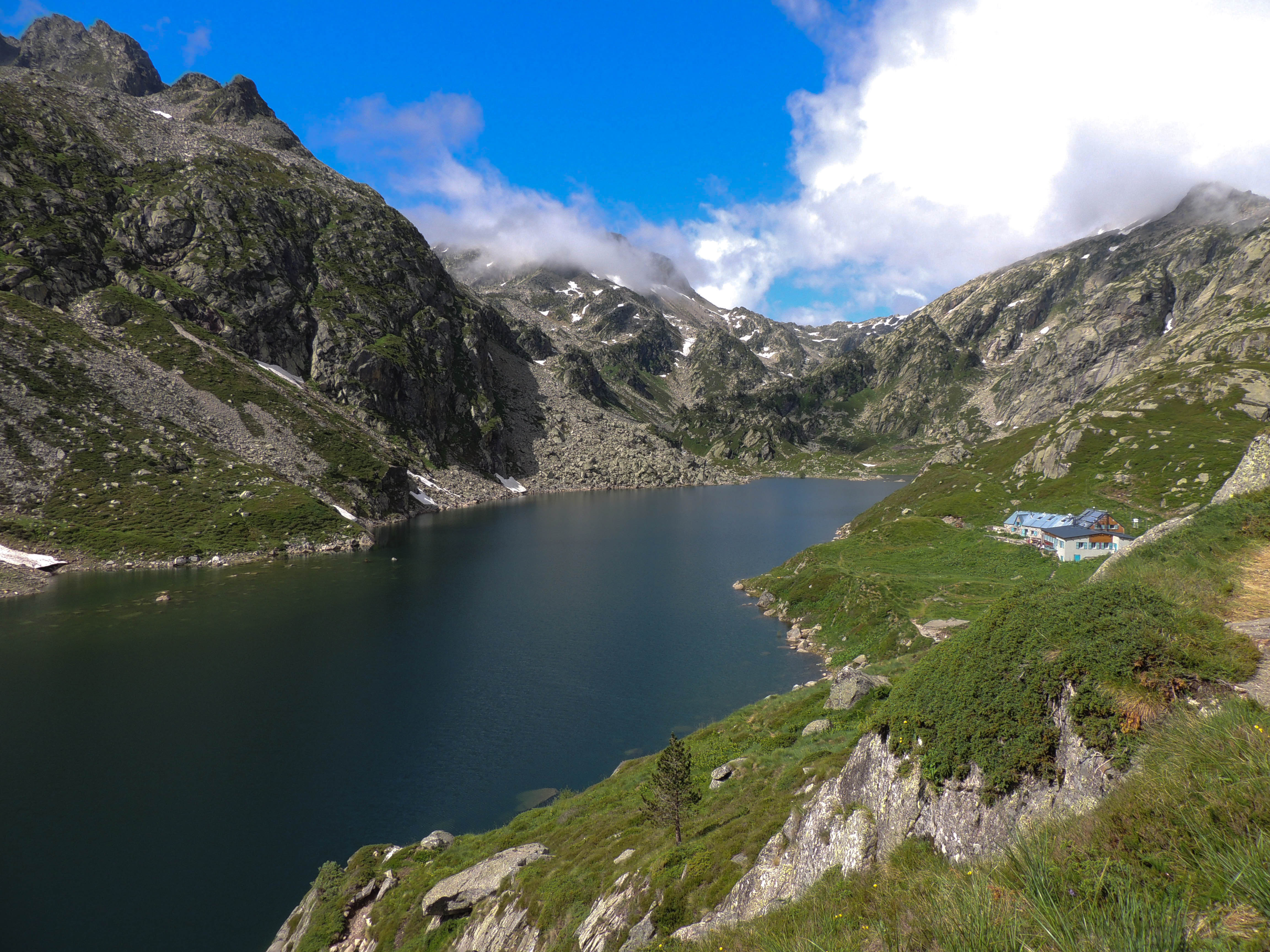
Étang d'en Beys avec le refuge à droite (juillet 2013).

### Randonnées
Culminant la vallée à 1 970 m, le refuge gardé d'en Beys propose 70 places de fin mai à fin septembre.

### Production hydroélectrique
Au lieu-dit les Forges d'Orlu se trouve une usine hydroélectrique alimentée notamment par une conduite forcée de 991 m de haut depuis le barrage de Naguilles. Elle produit jusqu'à 88 mégawatts, soit l'électricité nécessaire pour une ville de 45 000 habitants. L'Observatoire de la montagne y organise des visites.